# Calea Moșilor
Calea Moșilor se află în sectoarele 2 și 3 și este una din cele mai importante artere din municipiul București. Se întinde de la Strada Bărăției (de lângă Piața Timpului) până la Piața Obor (intersecția cu șoseaua Colentina, șoseaua Ștefan cel Mare și șoseaua Mihai Bravu) și are o lungime de 2.660 de metri. Pe porțiunea de început de la strada Bărăției până la Bulevardul Hristo Botev, în lungime de 480 de metri, este cuprinsă în Centrul istoric al Bucureștiului.

## Descriere
Calea Moșilor se întinde de la Strada Bărăției până la Bucur Obor.

## Istoric
Calea Moșilor a fost denumită astfel datorită unui drum care ducea odinioară la un târg organizat cu ocazia sărbătorii populare Moșilor de Vară care avea loc pe 29 iunie la Obor.
Între anii 1978 și 1983, Calea Moșilor între Bucur Obor și Bulevardul Carol I a fost demolată și largită, casele vechi fiind inlocuite cu blocuri de 8-10 etaje. În ultima vreme acestea au fost reabilitate termic.

## Galerie

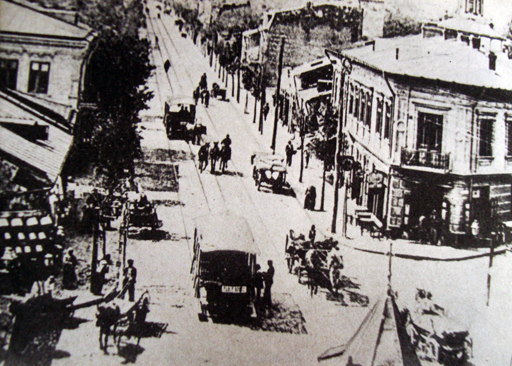
Calea Moșilor în anii 1900
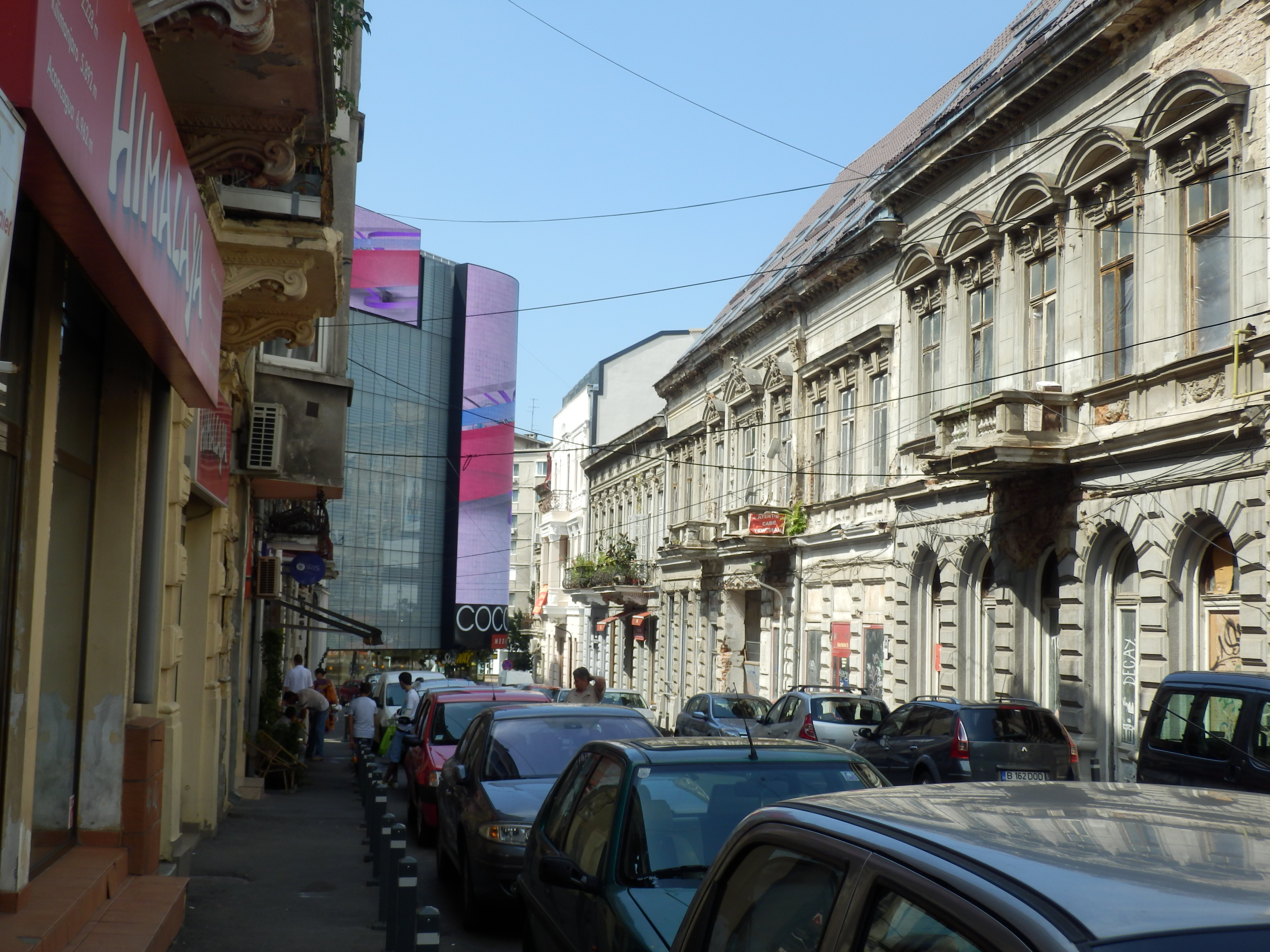
Calea Moșilor în Centrul istoric
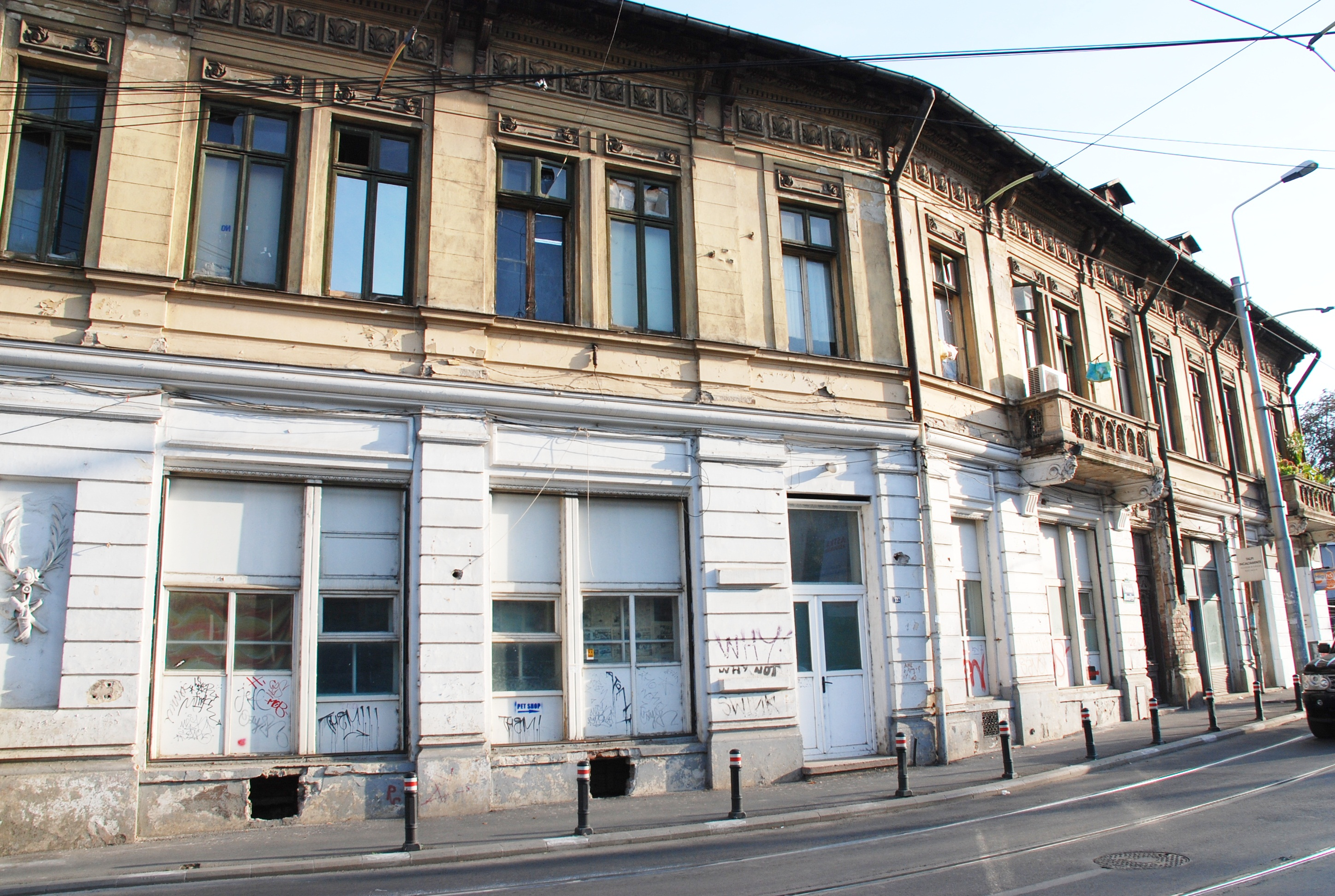
Calea Moșilor nr. 71 - casă de negustor
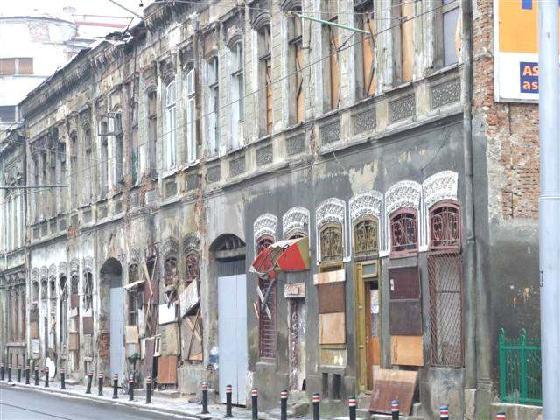
Hanul Solacolu de pe Calea Moșilor în 2008
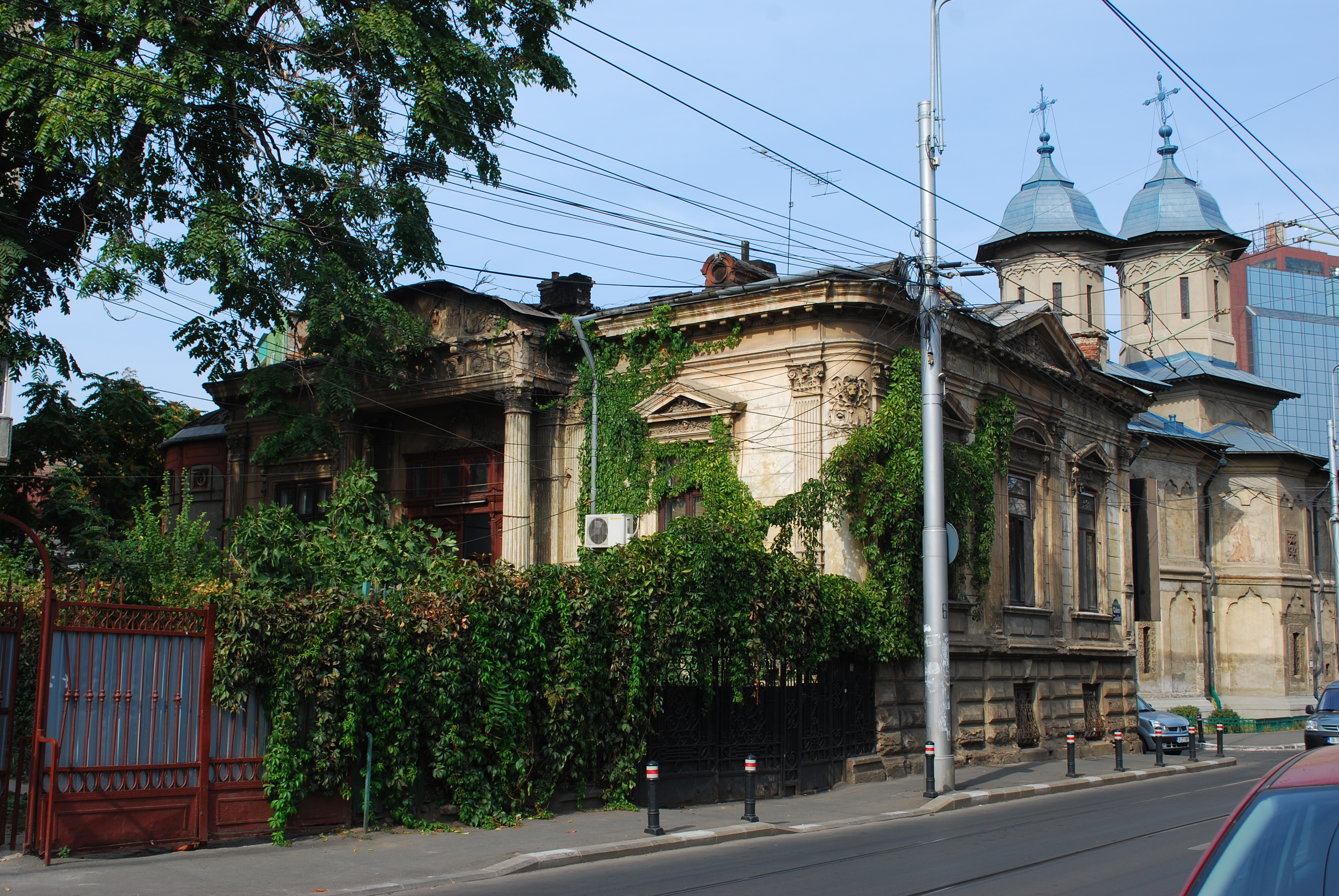
Calea Moșilor nr. 77 - clădire istorică
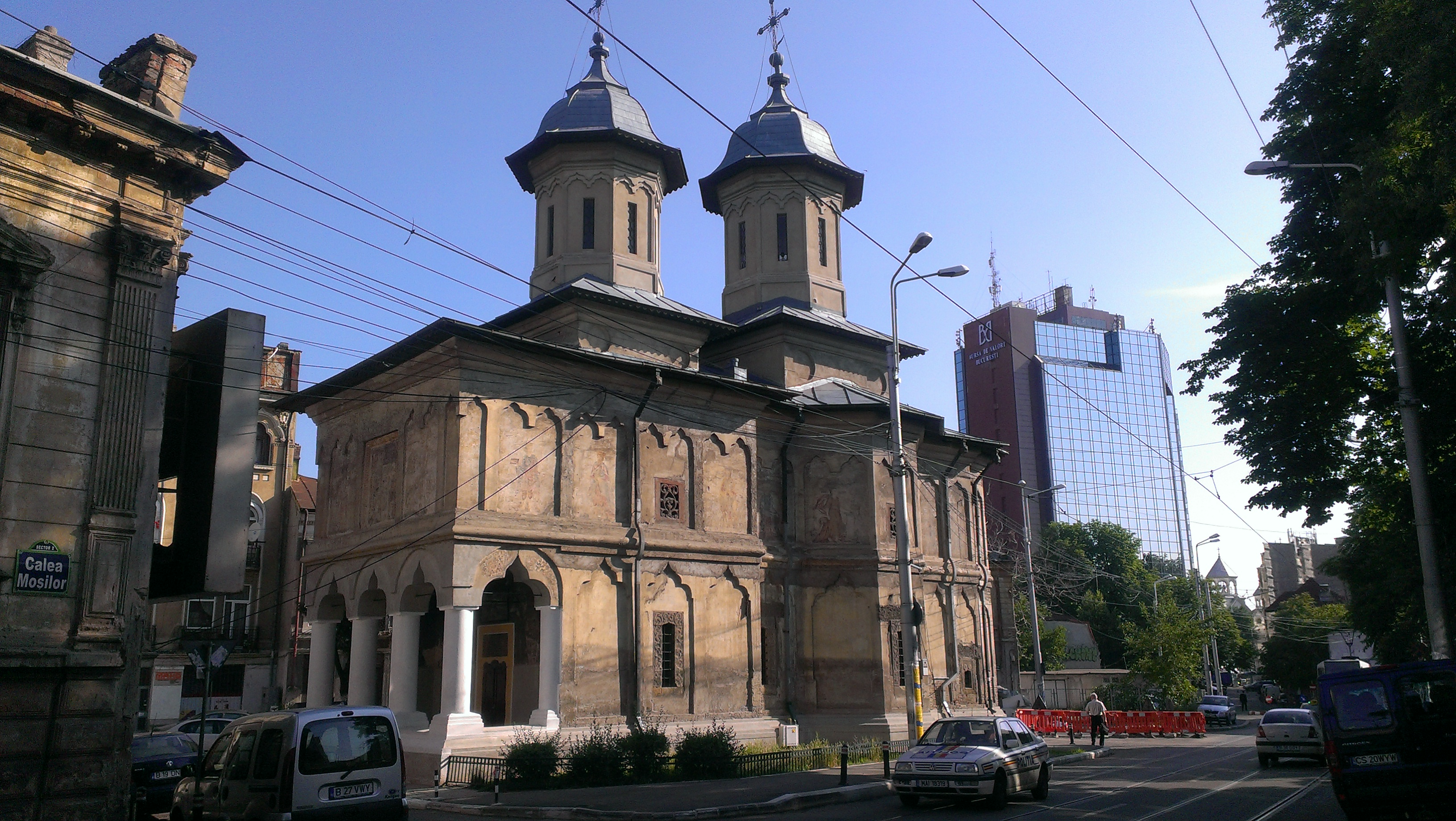
Biserica "Intrarea Maicii Domnului în Biserică"- cu Sfinți, pe Calea Moșilor
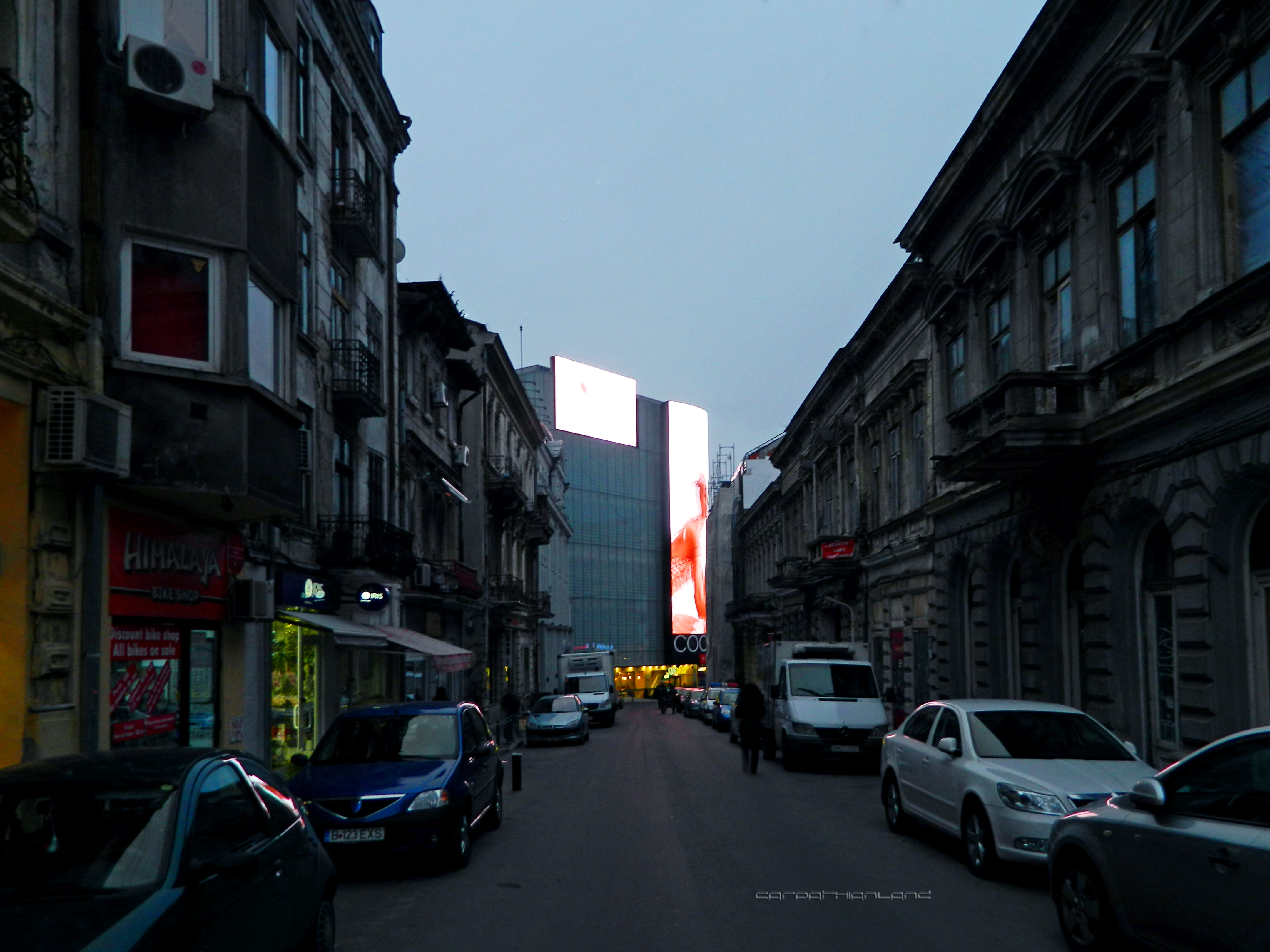
Calea Moșilor în anul 2013
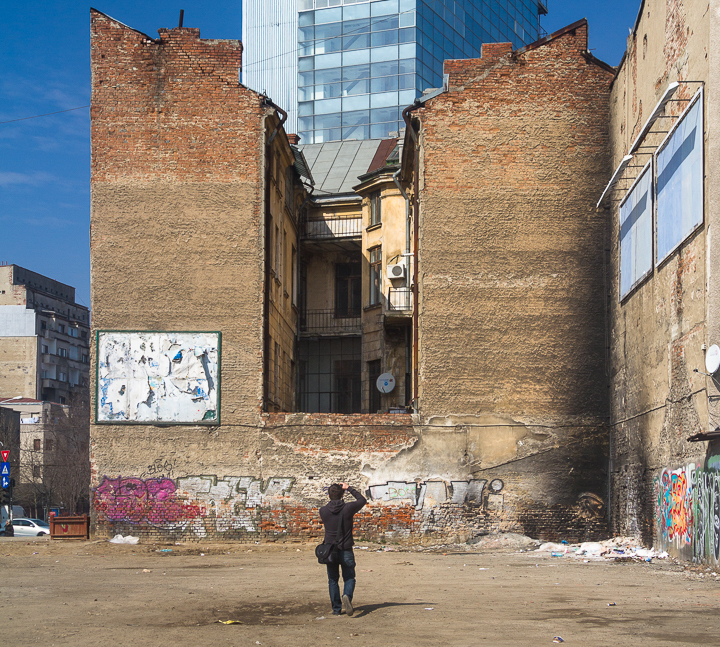
Milennium Business Center - Calea Moșilor
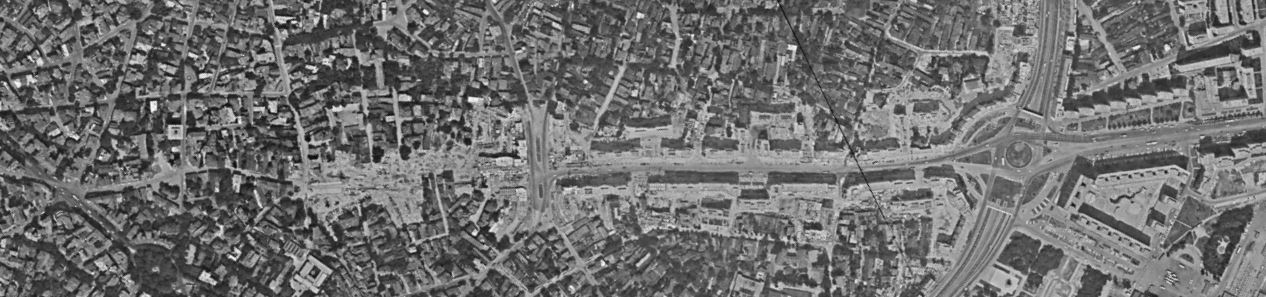
Calea Moșilor văzută din satelitul KH-9 Hexagon în 1980
Vedere de pe Calea Moșilor, lânga Fainari
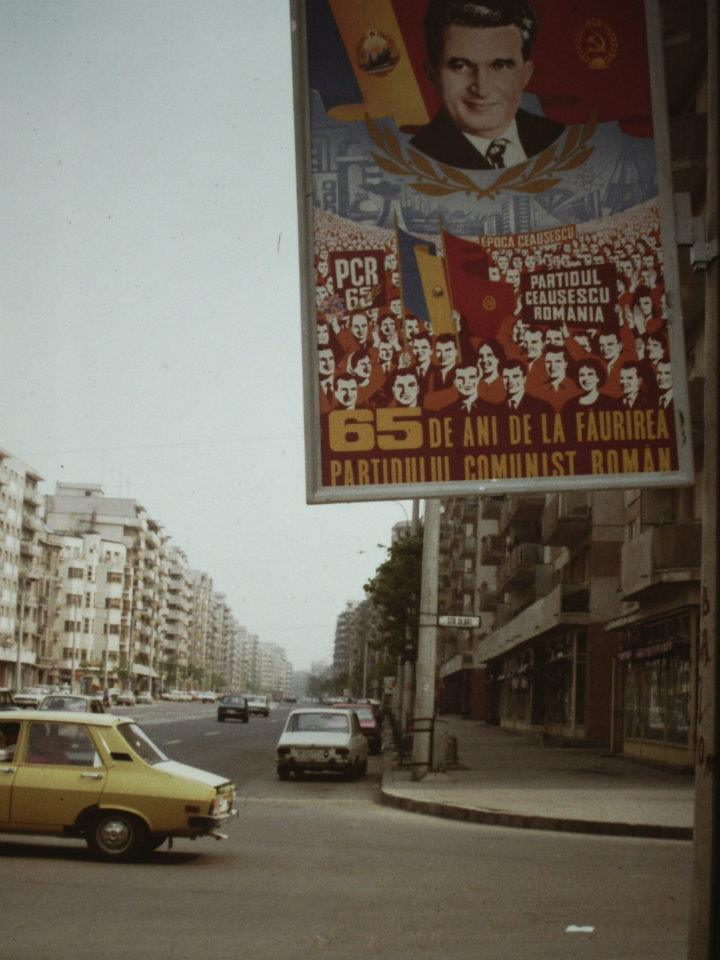
Calea Moșilor in 1986
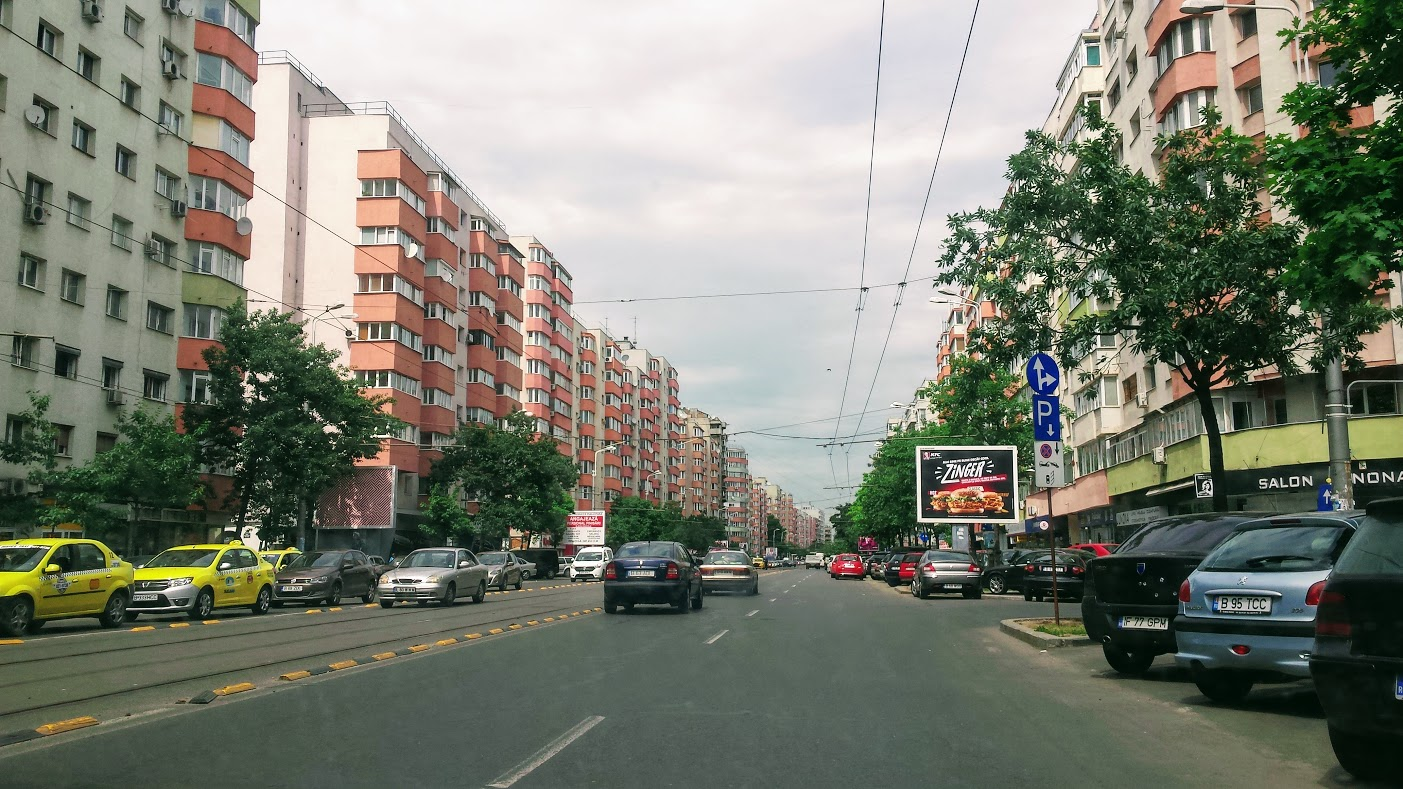
Aceiași zonă în 2017
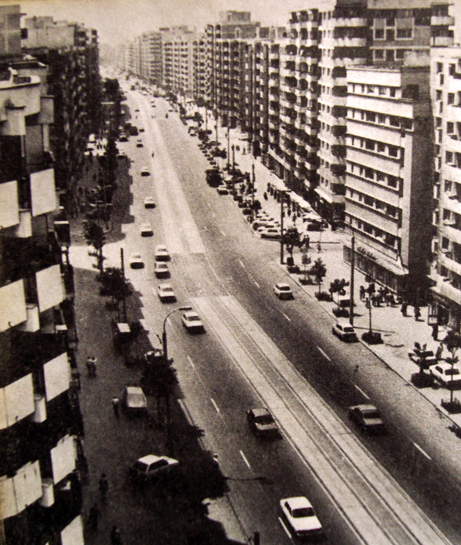
Calea Moșilor în anii '80 (intersecție cu str. Făinari/al. Cenușăresei)

## Legăturiexterne
- Calea Moșilor pe hartă, www.openstreetmap.org
- Calea Moșilor pe Flickr.com
- Calea Moșilor pe Google maps - street view